# 花臭蛙
花臭蛙（学名：Rana schmackeri）为蛙科蛙属的两栖动物，是中国的特有物种。分布于江苏、浙江、安徽、福建、江西、河南、湖北、湖南、广东、广西、四川、贵州、陕西、甘肃等地，多见于较开阔的山溪及附近潮湿处以及常蹲在有苔藓的岩石上。其生存的海拔范围为200至1500米。该物种的模式产地在湖北宜昌。